# Екоцентър - Стара Загора
Екоцентър – Стара Загора е гражданска инициатива за упражняване на ефективен граждански екологичен контрол в региона на Стара Загора. Създаването на екоцентъра е провокирано от влошената екологична обстановка в Старозагорска област.

## История
Екоцентърът е създаден по проект Партньорство за екополитика, който се изпълнява от Търговско-промишлена палата - Стара Загора, в партньорство с „Обществен дарителски фонд - Стара Загора“ и СНЦ „Гражданско обединение - Стара Загора“, с финансовата помощ на Европейския съюз, по програма ФАР Развитие на гражданското общество.

## Предназначение
Екоцентърът е създаден в отговор на нарастващата потребност от екологична информация и граждански контрол след серията от екологични проблеми в Стара Загора – Обгазявания на Стара Загора.

## Целите на гражданската инициатива
- Приема сигнали от граждани за екологични проблеми и явления, въздействащи върху хора, реколта, животни и околна среда;
- Информира гражданите и институциите за екологичната обстановка в региона;
- Информира за нормативната уредба, свързана с околната среда и регионалните екополитики;
- Разработва и разпространява информационни материали;
- Събира, обработва и анализира данни за екологичната обстановка в региона;
- Организира посещения на места с проявени екологични проблеми от експерти и граждани;

## Консултативен екосъвет
Създаден е Консултативен Екосъвет, чиято основна цел е да се създаде ефективен механизъм за междусекторно партньорство за провеждане на дискусии за решаване на екологичните проблеми в региона. Съветът включва представители на НПО, институции ангажирани с околната среда – РИОСВ, РИОКОЗ, Гражданска защита, местни власти, работодатели, фирми, експерти и медии. Задачи на Екосъвета са:
- Да организира работни срещи за изготвяне на анализ за състоянието на околната среда;
- Да поддържа база данни със замърсени обекти и райони и изготвя предложения за намаляване въздействието на отделни замърсители или за тяхното премахване;
- Да подготвя и дава предложения за формиране на екологични политики на местно, регионално и национално ниво на съответните отговорни институции;
- Да организира публични дискусии за оценка на въздействието върху околната среда.

## Екоцентърът в Интернет
- Сайт на Екоцентъра